# 自衛隊タイ派遣
自衛隊タイ派遣（じえいたいタイはけん）は、タイ王国への国際緊急援助法に基づく自衛隊派遣。

## 概要
2004年12月26日、インドネシアのスマトラ島北西沖で地震が発生（スマトラ島沖地震）。インド洋沿岸に大津波が襲った。
テロ対策特別措置法に基づくインド洋補給支援活動（自衛隊インド洋派遣）を終えた第10次派遣海上補給支援部隊の護衛艦「きりしま」、「たかなみ」、補給艦「はまな」の3隻・約600名が日本へ向けマレーシア東方を航行していたため、大野功統防衛庁長官は派遣命令を発出した。
タイ王国プーケット島沖に展開し、捜索・救助活動を行った。1月1日までに57名の遺体を収容した。

## 沿革
- 2004年（平成16年）
  - 12月28日 - 防衛庁長官が派遣命令を発出
  - 12月29日 -海上自衛隊艦艇がプーケット島沖に到着、捜索活動を開始
  - 12月30日 - 護衛艦搭載のSH-60Jヘリコプターで国際緊急援助隊救助チーム12名と機材をカオラックからピピ島へ輸送
- 2005年（平成17年）
  - 1月1日 - 防衛庁長官が撤収命令を発出
  - 1月10日 - 「はまな」が佐世保基地に到着
  - 1月11日 - 「きりしま」、「たかなみ」が横須賀基地に到着